# Tchitcherik
Un Tchitcherik o Tchitcherik Sakwa (plurale : Tchitcheri sakab) è una statua di antenati dei Moba del Togo settentrionale e del Ghana.

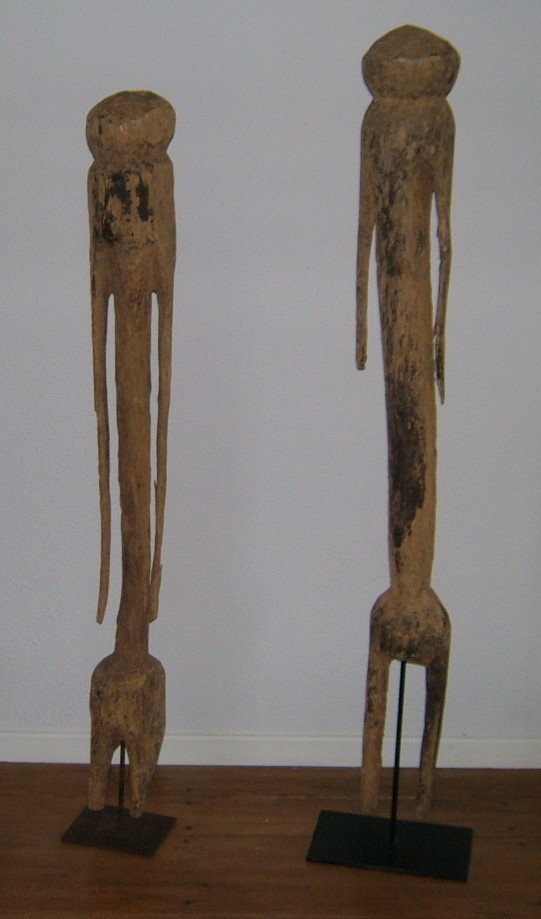
Tchitcheri Sakab dei Moba

I Tchitcheri Sakab sono sculture di legno di varie dimensioni (intorno ad un metro in generale) che rappresentano figure di antenati, la parola sakab che significa "antenati" in lingua Moba. Sono piantati nel terreno, a volte fino all'inguine, il che spiega perché le gambe sono spesso rosicchiate dagli insetti xilofagi. I Tchitcheri prendono il nome dal clan degli antenati che onorano. Solo gli indovini possono ordinare il comando di una tale scultura, ne determinano anche la dimensione e il sesso. I Tchitcheri sono sculture minimaliste molto riconoscibili che richiamano l'arte astratta, un tronco cilindrico munito di braccia e gambe rettilinee, il tutto sormontato da una testa rotonda e senza collo.